# László Kovács (político)
László Kovács (AFI, /ˈlaːsloː ˈkovaːʧ/) (Budapest, 3 de julio de 1939) es un político y diplomático húngaro, fue Comisario Europeo de Fiscalidad y unión aduanera entre 2004 y 2009. Fue ministro de Exteriores en su país dos veces, desde 1994 a 1998 y desde 2002 a 2004. De 1998 a 2004 fue además el líder del Partido Socialista de Hungría. En 2004 fue elegido miembro húngaro de la Comisión Barroso, sustituyendo a Péter Balázs, comenzado a ejercer oficialmente el cargo el 1 de noviembre. En principio iba a ocupar la Comisaría de Energía, pero fue rechazado por el Parlamento Europeo por considerar que no estaba suficiente preparado para el cargo. Sin embargo, la negativa del gobierno húngaro de proponer a un nuevo comisario obligó a que José Manuel Durão Barroso mantuviera a Kovács en la Comisión, aunque en otro cargo.